# Latehar (distrikt)
Latehar är ett distrikt i Indien.   Det ligger i delstaten Jharkhand, i den centrala delen av landet, 900 km sydost om huvudstaden New Delhi. Antalet invånare är 726 978.
Följande samhällen finns i Latehar:
- Latehar
- Barwādih
- Netarhāt